# 田渕久美子
田渕 久美子（たぶち くみこ、1959年6月28日 - ）は、日本の脚本家、作家。島根県益田市出身。
矢島聰子事務所→プロダクション尾木所属。

## 経歴
1959年、島根県益田市生まれ。　
島根県益田中学校、島根県立益田高等学校、共立女子短期大学出身。雑誌社勤務、塾講師などを経験した後、プログラマーとして働きながら、半年間、シナリオ専門学校（シナリオ作家協会主催のシナリオ講座）に通う。その卒業時の作品「緑」が、新藤兼人（映画監督・脚本家）に評価される。その直後の1985年、26歳の時一色伸幸から依頼を受けて、科学アニメ『ミームいろいろ夢の旅』でデビュー。以来、『ニュースの女』『殴る女』などの脚本を多数執筆。
2003年放送のNHK連続テレビ小説『さくら』で第11回橋田賞受賞。
向田邦子新春ドラマスペシャル『冬の運動会』が第31回放送文化基金賞・テレビドラマ番組賞を受賞。その他、映画、舞台、ミュージカル、落語、狂言など多方面で活躍。
2008年のNHK大河ドラマ『篤姫』は日本のみならずアジア各国（特に台湾）で大ヒットする。『朝日新聞』2019年2月2日付のbeランキング「忘れられない大河ドラマ」アンケート結果では第1位となり、韓国より『篤姫』に功労賞が贈られる。
2009年、島根県益田市名誉市民賞受賞。
2011年の大河ドラマ『江〜姫たちの戦国〜』の原作・脚本を手がける。
2009年より2019年まで5期10年間、TBS番組審議委員を務める。 
2017年より、女性の生き方を支援する『女塾』の塾長を務める。
脚本家生活33年目を迎えた2018年、作品を生み出す傍ら、新しい才能を育てることを目的に『田渕久美子脚本塾』を設立。
2019年に朝の連続テレビ小説『さくら』の舞台の一つであった岐阜県飛騨市の観光大使に就任。
執筆の他、脚本塾や講演会など、多岐にわたって活動。

## エピソード
- WEBマガジンエッセーの中で、自分は物忘れが激しく、ついさっき会った人の顔や、自分で書いたドラマの登場人物の名前、ドラマで取り扱った幕末や戦国時代の歴史的事実もすっかり忘れてしまうと書いている[6]。

## 家族
- 前夫との間にもうけた1男1女の母である。
- 1992年に結婚した最初の夫と、1999年のクリスマスイブに離婚したが、その後3年間は同居していた。
- 2006年に再婚した2番目の夫とは、大河ドラマ『篤姫』放送中の2008年10月に死別した。

## 作品

### テレビドラマ
- ポニーテールはふり向かない（1985年、TBS）
- 女教師 伊豆の踊子殺人事件（1986年、CX）
- 恋する時間です（1986年、日本テレビ）
- おじさん改造講座（1988年、TBS）
- いのち輝いて（1989年、読売テレビ）
- 女流作家シリーズ ラブレター（1990年、TX）
- ナースステーション（1991年、TBS）
- 彼女の嫌いな彼女（1993年、日本テレビ）
- ドラマ結婚式場 花嫁介添人がゆく（1994年から1996年、関西テレビと共同テレビの共同製作）
- 勝利の女神（1996年、関西テレビ）
- 八月のラブソング（1996年、読売テレビ）
- 彼女たちの結婚（1997年、フジテレビ）
- ニュースの女（1998年、フジテレビ）
- 殴る女（1998年、フジテレビ）
- 夫についての情報（2000年、NHK）
- ブランド（2000年、フジテレビ）
- 定年ゴジラ（2000年、NHK）
- スタイル!（2000年、テレビ朝日）
- ルージュ（2001年、NHK）
- さくら（2002年、NHK連続テレビ小説 第66作）
- 女神の恋（2003年、NHK）
- 離婚弁護士（2004年、フジテレビ）
- 妻の卒業式（2004年、NHK）
- 冬の運動会（2005年、日本テレビ）
- ダイヤモンドの恋（2005年、NHK）
- 篤姫（2008年、NHK大河ドラマ 第47作）
- 江〜姫たちの戦国〜（2011年、NHK大河ドラマ 第50作）
- 同窓生〜人は、三度、恋をする〜（2014年、TBS）
- 美女と男子（2015年、NHK「ドラマ10」）[7]
- 定年女子（2017年、NHK）
- 路〜台湾エクスプレス〜（2020年、NHK 日台共同制作ドラマ）

### テレビアニメ
- ミームいろいろ夢の旅(1985年、TBS)

### 映画
- 恋する彼女、西へ。（2008年）

### 舞台
- とびらのむこうに（2000年・2001年、石西県民文化会館／2012年、グラントワ）
- さくら(2003年、明治座)
- 笑われたかった男（2005年、新宿コマ劇場）
- オトコ・フタリ(2020年、シアタークリエ)
- 家族モドキ（2023年、シアタークリエ）

### 落語
- 春風亭小朝落語舞台『嗤う伊右衛門』

### 狂言
- 耳なし芳一

### 作詞
- 「きみだけの道」（島根県益田翔陽高等学校校歌）
- 「つながる心」(ドラマ『路～台湾エクスプレス～』主題歌、2020年)

## 出演

### テレビ番組
- 情報プレゼンター とくダネ! （2009年1月9日、16日、フジテレビ）[8] - コメンテーター

ほか多数

### ラジオ番組
- ラジオ深夜便 （NHK）
  - 2009年・2010年度「ミッドナイトトーク」奇数月第1水曜日ゲスト。
  - 2010年12月から2011年11月まで「江のツボ」[9]パーソナリティー。毎月原則最終月曜日未明（日曜日深夜）1時台。2011年1月・3月は「ミッドナイトトーク」と兼務。

- 「クリス松村の音楽処方箋」（NHK第一）2018年1月15日ゲスト出演
- 「夜のプレイリスト」（NHK FM）2019年10月2－6日まで5夜連続

ほか多数

## 著書
- 『彼女たちの結婚』（角川書店）1997
- 『さくら 連続テレビ小説』（日本放送出版協会 NHKドラマ・ガイド）2002
- 『さくらとっておきの話（NHK出版）2002
- 『脚本集 女神の恋』（ゴルト・ブレイン）2003
- 『女の道は一本道』（小学館）2009　のち文庫
- 小説『江 姫たちの戦国』上下巻（NHK出版）2009-10
- 『毎日が大河』（幻冬舎）2011
- 『美女と男子』（NHK出版） 2015
- 小説『おね』上下巻（NHK出版）2016
- 『女塾』（主婦と生活社）2017
- 小説『ヘルンとセツ』(NHK出版) 2022

### 共著
- ピート・マコーマック原作『天国の青い蝶』（ワニブックス）2004
- 『離婚弁護士』林宏司共著 （ぴあ）2005